# Gran Premio motociclistico dell'Ulster 1961
Il Gran Premio motociclistico dell'Ulster fu l'ottavo appuntamento del motomondiale 1961.
Si svolse sabato 12 agosto 1961 sul Circuito di Dundrod. Erano in programma solo tutte le classi disputate in singolo.
Le vittorie furono di Gary Hocking sia in classe 500 che in 350 sulla MV Agusta, di Mike Hailwood nella 250 e di Kunimitsu Takahashi (prima vittoria di un pilota giapponese in un gran premio del mondiale) in 125; entrambi questi ultimi alla guida di Honda. Grazie a questa vittoria, la sesta nella stagione, Hocking ottenne la matematica certezza del titolo iridato della 500.
Durante la prove antecedenti il gran premio, un grave incidente occorse al pilota australiano Ron Miles che decedette pochi giorni dopo; durante la gara della classe regina, un incidente coinvolse Tom Phillis e Roy Ingram e le due motociclette nella loro corsa colpirono un commissario di pista che restò ucciso.

## Classe 500
Furono alla partenza del gran premio 25 piloti, di cui 18 vennero classificati al termine della gara; tra i ritirati di rilievo vi furono Hugh Anderson, John Hartle, Tom Phillis, e Ralph Bryans. La gara, disputatasi per ultima nella giornata, venne disturbata dall'arrivo della pioggia e solo i primi quattro arrivati giunsero nello stesso giro.

### Arrivati al traguardo (prime 10 posizioni)
| Pos. | Pilota           | Moto      | Tempo      | Punti |
| ---- | ---------------- | --------- | ---------- | ----- |
| 1    | Gary Hocking     | MV Agusta | 1h 38:20.4 | 8     |
| 2    | Mike Hailwood    | Norton    | + 1:54.0   | 6     |
| 3    | Alistair King    | Norton    | + 1:55.2   | 4     |
| 4    | Ron Langston     | Matchless | + 4:29.6   | 3     |
| 5    | Peter Chatterton | Norton    | + 1 giro   | 2     |
| 6    | Tom Thorp        | Norton    | + 1 giro   | 1     |
| 7    | Tommy Robb       | Norton    | + 1 giro   |       |
| 8    | Jack Findlay     | Norton    | + 1 giro   |       |
| 9    | John Farnsworth  | Matchless | + 1 giro   |       |
| 10   | Mike Duff        | Matchless | + 1 giro   |       |

## Classe 350
Tra i ritirati di rilievo vi fu Bob McIntyre.

### Arrivati al traguardo (posizioni a punti)
| Pos. | Pilota            | Moto      | Tempo        | Punti |
| ---- | ----------------- | --------- | ------------ | ----- |
| 1    | Gary Hocking      | MV Agusta | 1h 35' 47.6" | 8     |
| 2    | Alistair King     | Bianchi   |              | 6     |
| 3    | František Šťastný | Jawa      |              | 4     |
| 4    | Phil Read         | Norton    |              | 3     |
| 5    | Alan Shepherd     | AJS       |              | 2     |
| 6    | Mike Duff         | AJS       |              | 1     |

## Classe 250

### Arrivati al traguardo (prime 7 posizioni)
| Pos. | Pilota              | Moto  | Tempo     | Punti |
| ---- | ------------------- | ----- | --------- | ----- |
| 1    | Bob McIntyre        | Honda | 55' 56.6" | 8     |
| 2    | Mike Hailwood       | Honda |           | 6     |
| 3    | Jim Redman          | Honda |           | 4     |
| 4    | Tom Phillis         | Honda |           | 3     |
| 5    | Alan Shepherd       | MZ    |           | 2     |
| 6    | Kunimitsu Takahashi | Honda |           | 1     |
| 7    | František Šťastný   | MZ    |           |       |

## Classe 125
L'ottavo di litro fu anche in questa occasione la prima delle gare disputate nella giornata. Tra i ritirati Alan Shepherd.

### Arrivati al traguardo (posizioni a punti)
| Pos. | Pilota              | Moto  | Tempo     | Punti |
| ---- | ------------------- | ----- | --------- | ----- |
| 1    | Kunimitsu Takahashi | Honda | 50' 50.6" | 8     |
| 2    | Ernst Degner        | MZ    | + 1.2     | 6     |
| 3    | Tom Phillis         | Honda | + 3.0     | 4     |
| 4    | Jim Redman          | Honda | + 3.2     | 3     |
| 5    | Mike Hailwood       | Honda | + 48.4    | 2     |
| 6    | Luigi Taveri        | Honda | + 1' 22.6 | 1     |